# Денис Метсавас
Денис Метсавас (4 серпня 1980, м. Таллінн, Естонська РСР) — майор Збройних сил Естонії, офіцер Генерального штабу Естонії.
У вересні 2018 року звинувачений у державній зраді в інтересах російського ГРУ, засуджений на початку 2019 року до понад 15 років в'язниці.

## Життєпис
Народився 4 серпня 1980 року у м. Таллінн, Естонська РСР. Батько — Петро Волін (рос. Пётр Волин), 1953 року народження, прикордонник, офіцер КДБ СРСР.
Після розпаду СРСР, у 1990-х роках набув громадянства Естонії через процедуру натуралізації.
Денис Метсавас служив з 1998 року у лавах Збройних сил Естонії.
У чині майора служив у Генеральному штабі Естонії. До його обов'язків входила розробка планів оборони Естонії.
У 2016 році Денис став одним з головних героїв книги естонського військового історика Ігоря Копитіна «Строкаті біографії», виданої на замовлення міністерства оборони Естонії. У книзі офіцери російського походження розповідали про своє життя.

### Звинувачення у шпигунстві
3 вересня 2018 року затриманий естонською контррозвідкою, службою Внутрішньої безпеки Естонії (ест. Kaitsepolitsei), разом із батьком, Петром Воліним. Обидва мають громадянство Естонії, їм інкримінується державна зрада. Денис Метсавас підозрюється у передачі інформації російському Головному розвідувальному управлінню, що тривало вже понад 5 років.
За словами прокурора Інни Омблер, Денис Метсавас передавав дані за винагороду.
У 2019 році суд Естонії визнав Дениса Метсаваса і його батька Петра Воліна винними у державній зраді, шпигунстві і засудив їх до 15,5 та 6 років позбавлення волі відповідно.

## Діяльність

### Футбол
З 2016 року грав у складі футбольної команди ест. Maarjamäe FC Igiliikur як захисник.

## Звання
- Енсін, 20 грудня 1999[12]
- Другий лейтенант, 11 червня 2004[13]
- Лейтенант, 19 червня 2007[14]
- Капітан, 15 червня 2010[15]
- Майор, 16 лютого 2015[16]